# Divadlo Minor
Divadlo Minor (dříve též Ústřední loutkové divadlo) je divadelní scéna se zaměřením na děti a mládež. Sídlí v ulici Vodičkova na Novém Městě v Praze 1, v někdejších prostorách kina Skaut.

## Historie divadla

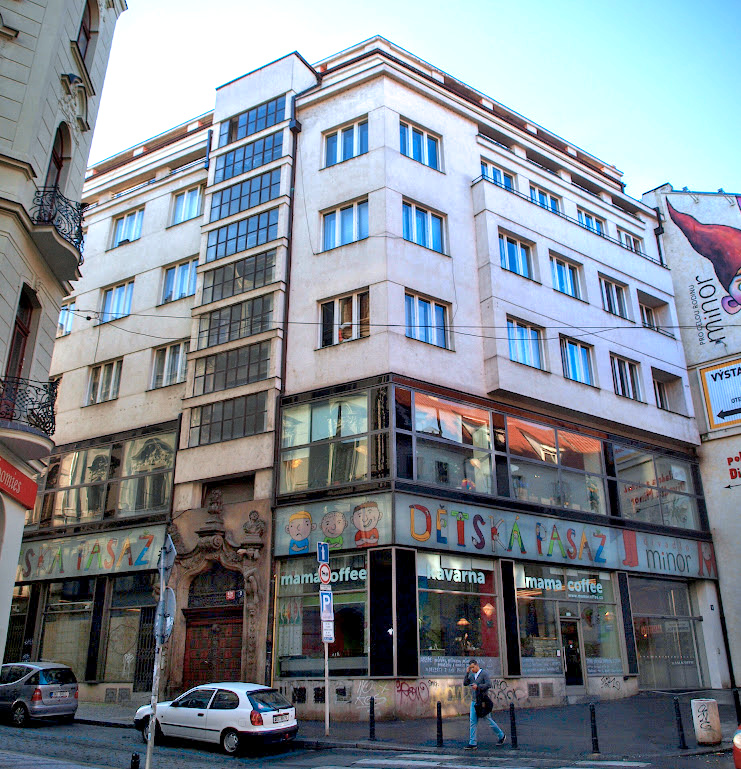
Budova, v níž sídlí divadlo Minor

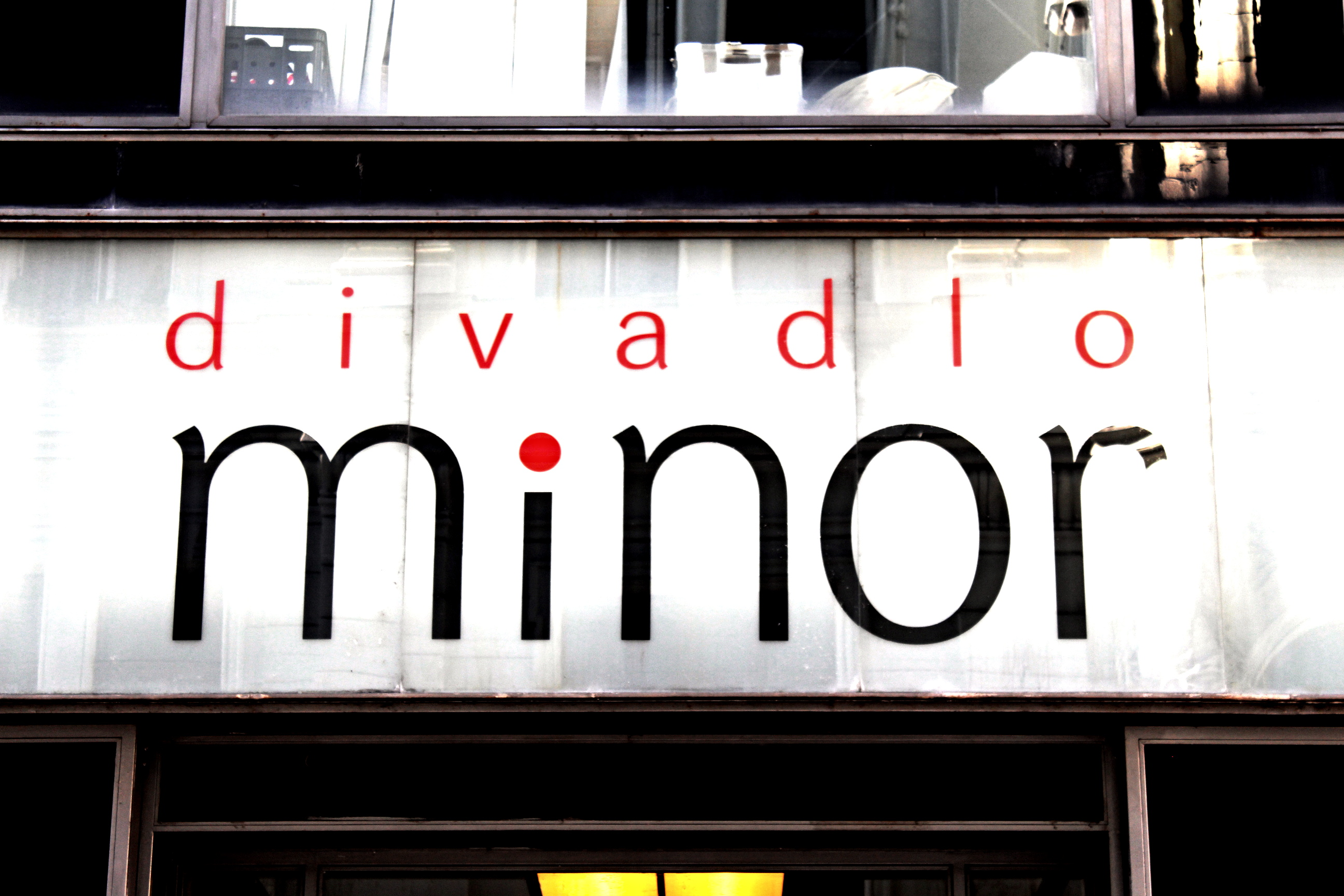
Logo divadla Minor

Divadlo Minor bylo zřízeno v budově podle projektu Bohumila Slámy z dubna 1928.
Minor, bývalé Ústřední loutkové divadlo, prošlo od roku 2001 obdobím změn spojených především se získáním nové moderní budovy ve Vodičkově ulici, za kterou divadlo obdrželo ocenění Stavba roku 2002 a Cenu primátora hlavního města Prahy za vytvoření ojedinělého prostoru pro kulturní aktivity dětí.
V Minoru působí jak mladí tvůrci, většinou absolventi katedry alternativního a loutkového divadla DAMU (Jiří Adámek, Braňo Holiček, Jiří Jelínek, Jan Jirků, Eva Leinweberová, Apolena Novotná, Jakub Vašíček, Petr Vodička, Rosťa Novák), tak i osobnosti českého divadelního světa – režisér a dramatik David Drábek, bratři Matěj a Petr Formani, Arnošt Goldflam aj. Minorské inscenace získávají řadu ocenění na domácích i zahraničních festivalech a hrály se v řadě států celého světa (New York, Japonsko, Jižní Korea, Mexiko, Indonésie, Německo, Polsko, Slovinsko, Slovensko, Rusko).
U příležitosti 10. výročí otevření nové budovy divadla proběhla proměna přilehlé pasáže v rozšířené divadelní foyer. Nachází se zde Galerie Minor s celoroční interaktivní výstavou a divadelní obchod. O víkendech zde probíhají tvůrčí dílny pro děti, dílny animovaného filmu, sítotisku aj.
Za dobu své existence spolupracoval Minor s řadou festivalů a projektů. Od roku 1996 hostí pravidelně oborovou přehlídku loutkového divadla Přelet nad loutkářským hnízdem (s výjimkou let 1999–2001, kdy došlo ke zbourání původního prostoru divadla Minor na Senovážném náměstí). V roce 2011 byla zahájena každoroční spolupráce s festivalem Struny podzimu, zázemí zde nalezla programová část festivalu Struny dětem. Stálým hostem divadla je také projekt scénického čtení Lukáše Hejlíka Listování.
Divadlo Minor také spolupracuje s divadelními lektory a pořádá edukativní programy pro školy a veřejnost.

### Založení a počátky divadla
Dne 26. února 1950 zahájilo Ústřední loutkové divadlo svoji činnost premiérou inscenace hry Aloise Jiráska Pan Johanes v režii Jana Malíka, který ve snaze o vytvoření reprezentativní scény zavedl podle sovětského vzoru typ spodových loutek, tzv. javajek. Jednalo se o divadlo „iluzivní“, usilující o maximální jevištní realismus. V prvních letech se dramaturgie ÚLD zaměřila především na sovětské tituly, ale snažila se také o vytvoření původní české loutkové hry – dodnes se hraje například veršovaná pohádka Josefa Kainara Zlatovláska (jenom v ÚLD se hrála ve třech nastudováních, naposledy v režii Kamila Žišky, který za ni obdržel cenu na festivalu Mateřinka 2013), nebo Slavík Františka Pavlíčka (1958). Tajemníkem ÚLD byl v letech 1950 až 1959 Zdeněk Hora. Počátkem 60. let se ale stávající inscenační praxe ÚLD, které byla stále častěji vytýkána akademičnost a strnulost, vyčerpala.

### 60. léta
60. léta vnesla do stylu Ústředního loutkového divadla odklon od závazného iluzivního kánonu. Začaly se používat i jiné typy loutek než javajky a výjimkou nebylo ani divadlo masek. Například v inscenaci Bajaja (1963) se v ÚLD poprvé objevuje použitá technika černého divadla do plastického, reliéfního prostoru. Výrazněji zaujala také inscenace Král jelenem (1969) v režii Jiřího Jaroše, pojatá v duchu italské komedie dell’arte, a významnou inscenací byl například i antiiluzivně pojatý Míček Flíček (1964) s odkrytými vodiči, což bylo dříve nemyslitelné.

### 70. léta
V roce 1975 byla inscenací Strakonický dudák slavnostně otevřena zrekonstruovaná budova ÚLD a divadlo se při této příležitosti přejmenovalo na Divadlo Loutka. Ve druhé polovině 70. let zde vytvořil svébytný inscenační styl režisér Karel Brožek, který inklinoval k vážným, působivě pojatým tématům s akcentem na výtvarnou a hudební složku – např. Ze starých letopisů (podle I. Olbrachta; 1976).

### Nová jména divadla
V roce 1987 bylo divadlo přejmenováno na Divadlo u věže a v roce 1988 byl název upřesněn na Divadlo u Jindřišské věže. Dramaturgie mj. akcentovala moderní pohádky – k nejúspěšnějším inscenacím patřila např. A co strom, Palečku? (1985).
V roce 1991 bylo divadlo znovu přejmenováno na Minor – Divadlo herce a loutky a pod vedením režiséra Karla Makonje se zaměřilo na existenciálně a eticky laděná témata (např. ve scénické kompozici na motivy života a díla Antoina de Saint-Exupéryho Poutník hvězd; 1990) a uvádění inscenací i pro dospělé diváky. Divadlo dále nastudovalo dramatizaci knihy J. R. R. Tolkiena Hobit (1994) nebo inscenaci Kdo mi to uvěří, pane Moody? (1992).

### Nový ředitel a stěhování

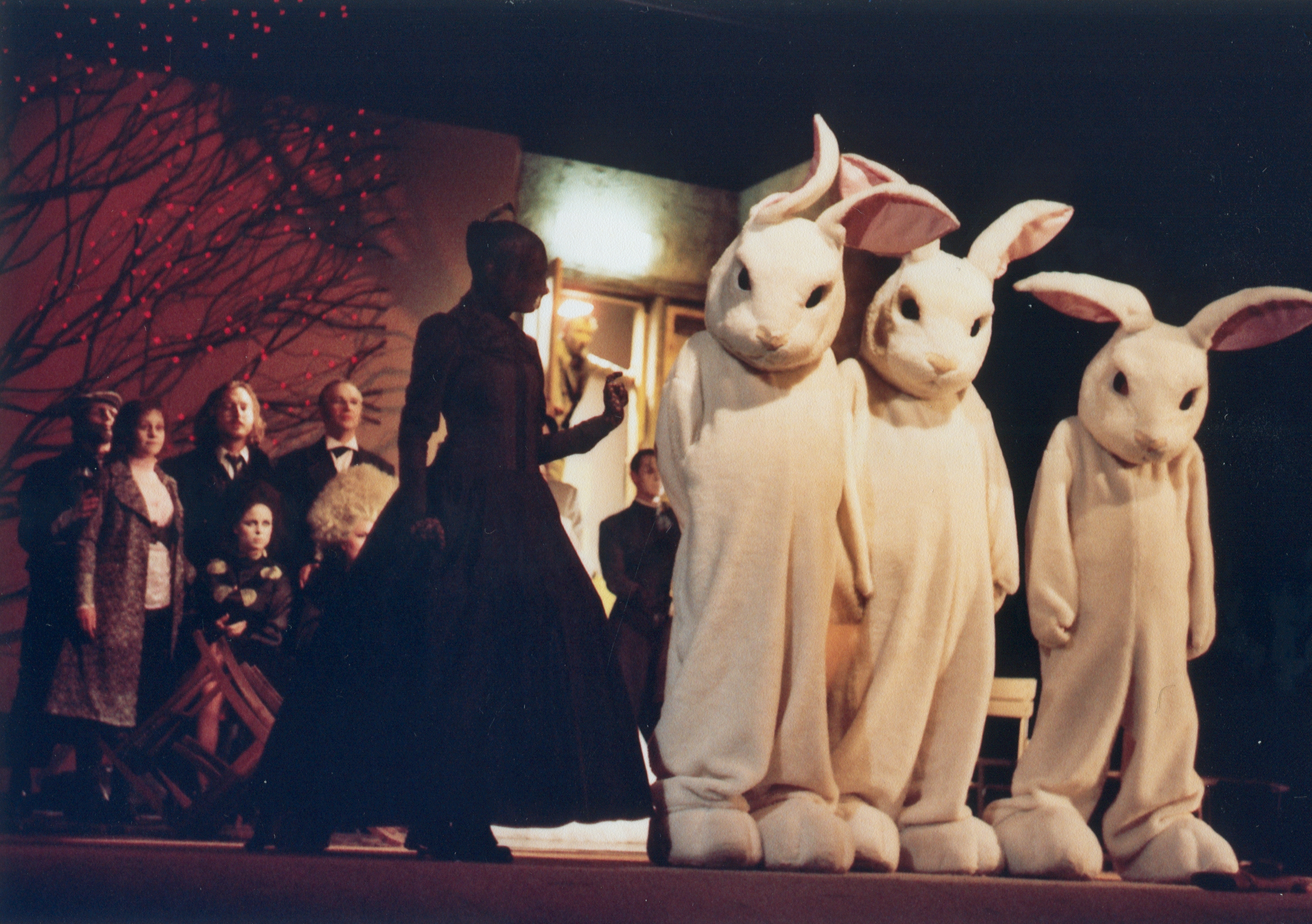
Představení divadla Minor v Kutné Hoře, říjen 2004

Od 1. října 1998 je ředitelem divadla ing. Zdeněk Pecháček. Budova divadla na Senovážném náměstí byla v rámci rekonstrukce Slovanského domu zbourána a Divadlo Minor přesídlilo na novou adresu ve Vodičkově ulici č. 6. Slavnostní otevření nové scény divadla proběhlo 6. až 9. prosince 2001. Sál s kapacitou 206 diváků má podobu klasické kukátkové scény. Divadlo Minor získalo ocenění Stavba roku 2002 a Cenu primátora hlavního města Prahy za vytvoření ojedinělého prostoru pro kulturní aktivity dětí.
Umělecké záměry nového tvůrčího týmu deklarovala inscenace Kouzelný zvon (2000) v režii Aurela Klimta a výpravě Martina Velíška. Na současné podobě divadla se zásadním způsobem podílel režisér Jan Jirků (např. v inscenacích Vánoce aneb Příběh o narození, 2002; Kabaret Tlukot a bubnování aneb Veliké putování, 2002; Bruncvík a lev, 2006 aj.). Mezi další výrazné tvůrce spjaté s Minorem patřili třeba bratři Petr a Matěj Formanové nebo režiséři Jiří Adámek, David Drábek, Apolena Novotná, Petr Vodička a další. Od sezóny 2003/2004 je dramaturgyní a autorkou či spoluautorkou některých scénářů Petra Zichová.
V roce 2001 divadlo navázalo spolupráci s Katedrou alternativního a loutkového divadla DAMU. V jejím rámci vznikla řada inscenací: Sedmero krkavců, Píseň písní, Vražda v Orient expresu, Díra ve zdi, Sny o bizonech.
Divadlo se účastnilo dvou mezinárodních divadelních projektů financovaných z fondů EU. V rámci projektu Culture Alchemy vznikla inscenace Bruncvík a lev. V rámci projektu LINGUA se konal v říjnu 2007 mezinárodní pohádkový festival a vznikla inscenace The Goodies (režie: Jiří Havelka), která v květnu 2008 hostovala v irském Dublinu.
Od 1. září 2024 je novým ředitelem divadla režisér, dramatik a spisovatel Jan Jirků.

## Pasáž Minor
V prosinci 2011 byla otevřena Pasáž Minor. Nachází se zde mj. Galerie Minor, kde vznikají interaktivní výstavy. První z nich, Krajiny tělní, byla věnována lidskému tělu. Jejími autory byli Robert Smolík, Zuzana Vítková a Martin Janíček. Autorem dalších výstav je Jakub Zich.